# Имя (фильм, 1989)
«И́мя» (подзаголовок — «…из солдатских историй, рассказанных после войны…») — советский трагикомический фильм 1988 года, снятый режиссёром Борисом Рыцаревым, вышедший на экраны в апреле 1989. Один из первых фильмов, поднимающих тему штрафных батальонов.

## Сюжет
История о молодом рабочем железнодорожного депо, который пошёл на рынок и оказался в штрафном батальоне, попал на передовую и через некоторое время вернулся обратно в депо.

## В ролях
- Олег Демидов — Егор Сидоров
- Валерий Трошин — младший лейтенант
- Валентин Голубенко — старшина Лобов
- Марина Устименко — Вера
- Артур Нищёнкин — начальник эшелона
- Сергей Чекан — капитан Жарков
- Татьяна Назарова — Нина
- Сергей Максачёв — штрафник
- Василий Попов — штрафник Васильев
- Андрис Лиелайс — штрафник
- Константин Степанов — штрафник Горилкин
- Бахром Акрамов — штрафник Бадыров
- Александр Новиков — штрафник
- Виталий Яковлев — штрафник
- Вадим Захарченко — железнодорожник
- Михаил Бычков — кашевар
- Михаил Розанов — милиционер
- Любовь Германова
- Ольга Григорьева
- Вячеслав Гуренков — генерал
- Юрий Чекулаев — доктор
- Николай Кузьмин
- Михаил Васильев — кузнец
- Максим Пучков — конвойный (нет в титрах)

## Съёмочная группа
- Режиссёр: Борис Рыцарев
- Сценаристы: Геннадий Петров, Аркадий Толбузин
- Оператор: Александр Китайгородский, Максим Пучков, Борис Середин
- Художник: Евгений Галей
- Композитор: Евгений Ботяров